# Schwabehaus

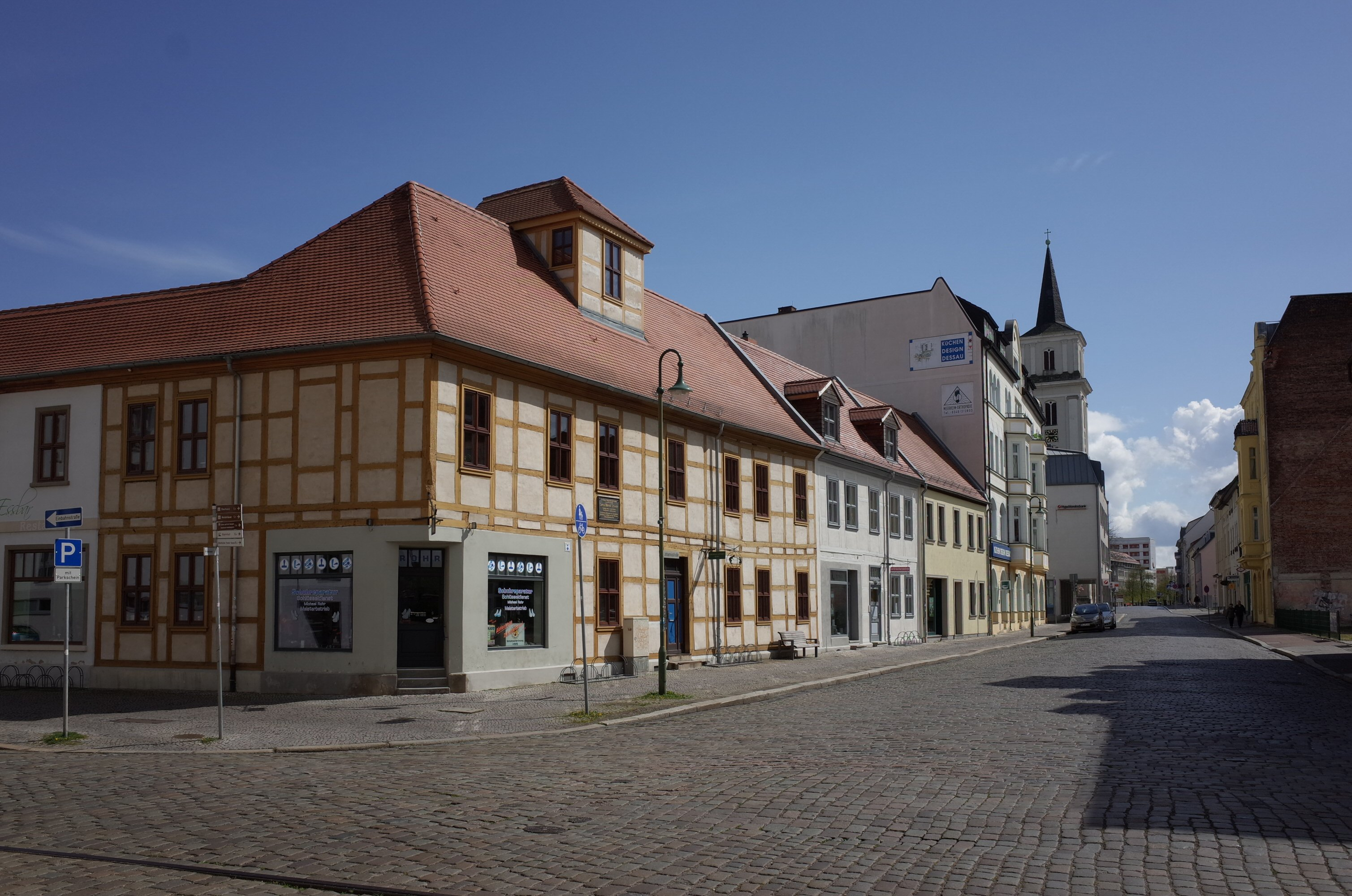
Blick auf das Schwabehaus in der Johannisstraße, rechts daneben die „Alte Bäckerei“

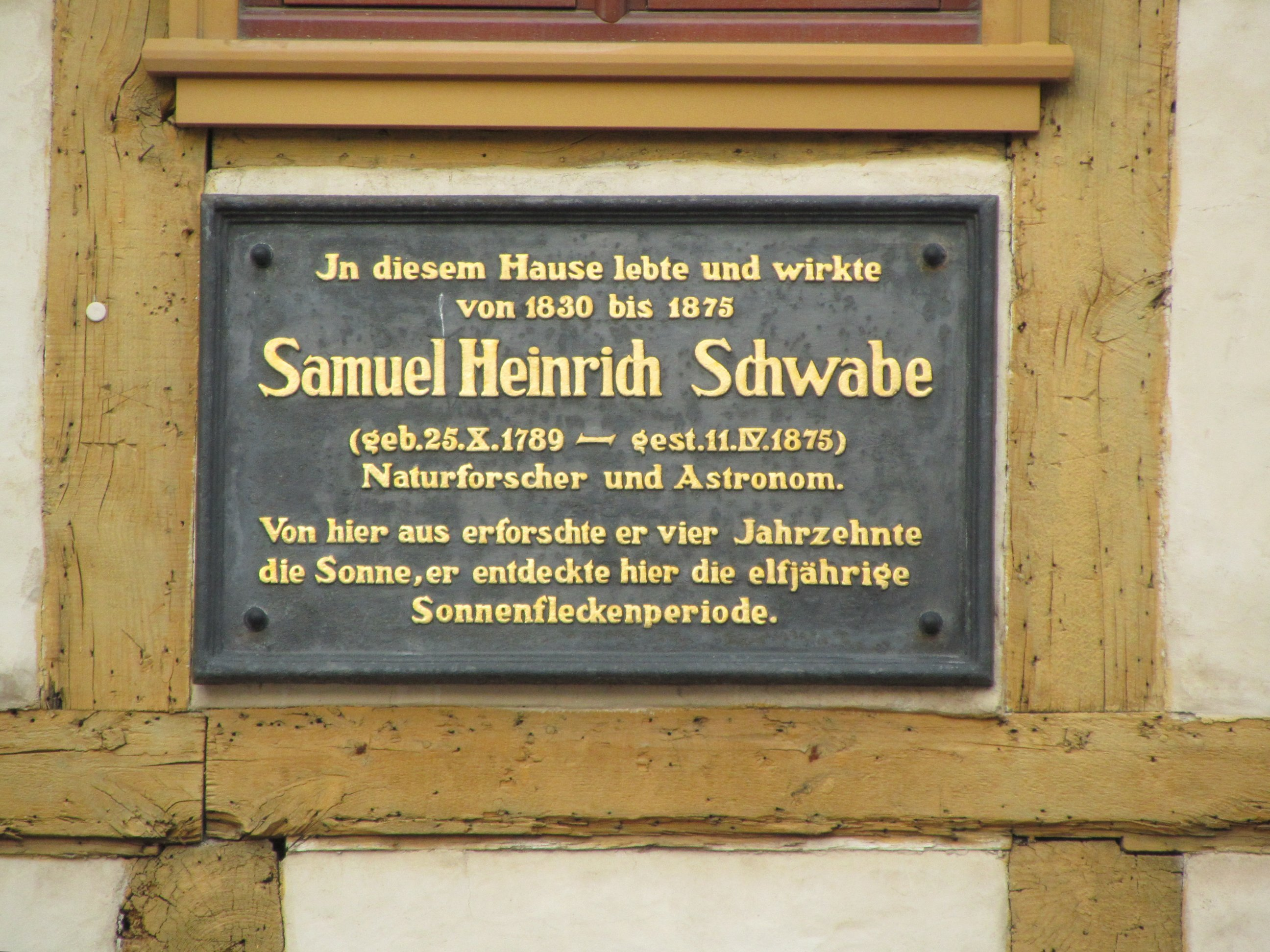
Tafel am Schwabehaus

Das in der Johannisstraße 18 in der Neustadt von Dessau gelegene Schwabehaus wurde von dem Zimmermann Wilhelm Corte 1826 erbaut. Hier lebte ab 1830 der Astronom Samuel Heinrich Schwabe, der 1843 die elfjährige Periodizität der Sonnenflecken entdeckte.
Nach jahrelangem Verfall wurde das Gebäude in den 1990er Jahren denkmalgerecht saniert und wird seitdem unter Verwaltung des Vereins „Schwabehaus e. V.“ gemischt kommerziell-gemeinnützig vorrangig für kulturelle Zwecke genutzt. Das von dem Verein 2007 erworbene Nachbarhaus in der Johannisstraße 17, die Anfang des 19. Jahrhunderts errichtete „Alte Bäckerei“, wurde ebenfalls restauriert und einer neuen Nutzung zugeführt.